# Dernier Stade
Pour plus de détails, voir Fiche technique et Distribution.
Dernier Stade est un film belgo-franco-germano-suisse réalisé par Christian Zerbib, sorti en 1994.

## Synopsis
Le film raconte les dérives du sport avec les problèmes liés au dopage, à travers le personnage de Catherine, une athlète qui se blesse et finit par accepter de prendre des antidouleurs.

## Fiche technique
- Titre : Dernier Stade
- Réalisation : Christian Zerbib et Alain Mayor
- Scénario : Pico Berkowitch, David Milhaud, Marc Perrier, Anne Richard et Christian Zerbib
- Musique : David Murray
- Consultant sport : Bruno Gajer
- Dates de sortie:
  -  France : 30 novembre 1994

## Distribution
- Anne Richard : Catherine Delaunay
- Philippe Volter : Olivier Chardon
- Siemen Rühaak : Stéphane Cartel
- Charles Berling : Frédéric Noilla
- Christian Bouillette : Monsieur Delaunay
- Daniel Langlet : Docteur Picault
- Martine Sarcey : Madame Delaunay
- Paul Barge : Le médecin en chef de l'hôpital
- Lucien Melki : Le secrétaire général
- Christine Brücher : Le médecin du contrôle antidopage